# Piadena Drizzona
Piadena Drizzona (Piadena e La Drisuna in dialetto locale) è un comune italiano sparso di 4 045 abitanti della provincia di Cremona.

## Storia
È stato istituito il 1º gennaio 2019 dalla fusione dei comuni di Drizzona e Piadena, che ne è il capoluogo.
Già nel 2009 gli ex comuni di Piadena e Drizzona costituivano l'Unione locale di Comuni di Piadena e Drizzona con apposito statuto approvato dai rispettivi consigli comunali nelle date del 28 e 30 settembre, successivamente aggiornato nel 2014.
Si iniziava a discutere di fusione nel dicembre 2017.
Nei primi mesi del 2018 venivano organizzate le assemblee informative.
I consigli comunali approvavano in via definitiva la fusione nel mese di maggio 2018 disponendo l'effettuazione del referendum per il giorno 24 giugno.
A seguito della consultazione referendaria risultava che in entrambi i comuni prevalevano i favorevoli alla fusione con la scelta del nome di Piadena Drizzona.
Con Legge regionale 28 dicembre 2018, n. 26 la Regione Lombardia approvava la fusione, di conseguenza la prefettura di Cremona nominava un commissario prefettizio quale amministratore del nuovo Comune di Piadena Drizzona, a decorrere dal 1º gennaio 2019 e fino all'insediamento dei nuovi organi istituzionali.
Il 28 dicembre 2018 il Consiglio dell'Unione dei Comuni di Piadena e Drizzona deliberava l'estinzione dell'ente.
Il comune è quindi oggi esteso su un territorio che fino al Risorgimento risultava frazionato in sette comuni diversi: Castelfranco d'Oglio, Drizzona, Piadena, Pontirolo Capredoni, San Lorenzo Guazzone, San Paolo Ripa d'Oglio e Vho, tutti tranne Pontirolo sede di una propria parrocchia.

### Simboli

Il gonfalone comunale

Lo stemma e il gonfalone del comune di Piadena Drizzona sono stati concessi con decreto del presidente della Repubblica del 27 luglio 2020.
Il gonfalone è un drappo inquartato di bianco e d'azzurro.

## Società

### Evoluzione demografica
Abitanti censiti

## Cultura

### Musei
- Museo Archeologico di Piadena

## Economia
L'economia locale è basata soprattutto sull'agricoltura, con la presenza anche di qualche industria, alimentare e metallurgica.

## Infrastrutture e trasporti
Piadena-Drizzona è un importante nodo ferroviario. La sua stazione è posta all'incrocio delle ferrovie Brescia-Parma e Cremona-Mantova. Il paese è inoltre attraversato, in direzione ovest-est, dalla SP ex SS 10 Padana Inferiore e in direzione nord-sud dalla SS 343 Asolana.

## Amministrazione
| Periodo | Periodo   | Primo cittadino  | Partito       | Carica                  | Note   |
| ------- | --------- | ---------------- | ------------- | ----------------------- | ------ |
| 2019    | 2019      | Alfonso Sadutto  | -             | Commissario prefettizio | [ 15 ] |
| 2019    | 2024      | Matteo Priori    | centro-destra | Sindaco                 |        |
| 2024    | in carica | Federica Ferrari | lista civica  | Sindaco                 |        |